# Эльга (Хабаровский край)
Эльга — посёлок станции в Верхнебуреинском районе Хабаровского края. Входит в состав Чекундинского сельского поселения.

## Население
| 1992 | 2002 | 2010 | 2011 | 2012 | 2021 |
| ---- | ---- | ---- | ---- | ---- | ---- |
| 328  | ↘209 | ↘153 | →153 | ↘152 | ↗180 |

## Улицы
| - ул. Амурская, - ул. Вторая, - ул. Железнодорожная, - ул. Новая, \| valign="top" \| - ул. Первая, - ул. Станционная, - ул. Строительная, - ул. Третья. |